# Diagramma pictum
Cá kẽm bông hay cá kẽm hoa (Danh pháp khoa học: Diagramma pictum) là một loài cá biển trong họ cá kẽm Haemulidae phân bố ở các vùng nước Ấn Độ–Thái Bình Dương, chúng sống trong vùng nước cạn gần bờ và rạn san hô. Đây là loài cá ăn được và được chế biến thành một số món ăn.

## Mô tả
Đặc điểm nhận dạng của cá là có miệng nhỏ, môi dày và nhiều thịt, có 6 lỗ ở cằm; má, nắp mang và nhiều phần của đầu có vảy. Chiều dài tối đa là 100 cm. cá nhỏ có ba hay bốn dải màu nâu sẫm chạy dọc phía vây lưng của thân, những dải này tăng lên khi cá lớn và cuối cùng trở thành nhiều chấm màu vàng nâu nhỏ, bụng cá có màu vàng nhạt, vây lưng và vây đuôi màu vàng nâu với những vết đen.

## Đồng nghĩa
- Diagramma picta (Thunberg, 1792) (orthographe incorrecte)
- Diagramma pictus (Thunberg, 1792) (orthographe incorrecte)
- Perca picta Thunberg, 1792
- Plectorhinchus pictus (Thunberg, 1792)
- Plectorhynchus pictus (Thunberg, 1792) (orthographe incorrecte)
- Plectorrhinchus pictum (Thunberg, 1792) (orthographe incorrecte)
- Spilotichthys pictus (Thunberg, 1792)